# 셀마 토드
셀마 앨리스 토드(Thelma Alice Todd, 1906년 7월 29일 ~ 1935년 12월 16일)는 미국의 배우이다.

## 출연 작품
- 투 포 투나잇 (1935)
- 카운셀러 엣 로 (1933)
- 콜 허 세비지 (1932)
- 풋볼 대소동 (1932)
- 브로드마인디드 (1931)
- 핫 에어리스 (1931)
- 말타의 매(영어판) (1931)
- 몽키 비지니스 (1931)
- 위스퍼 후피 (1930)
- 플로우 스루 (1930)
- 노티 베이비 (1928)
- 누스 (1928)
- 매혹의 젊은이들 (1926)

## 같이 보기
- 패치 켈리